# Opuntia
Opuntia là một chi xương rồng thuộc họ, Cactaceae.

## Các loài

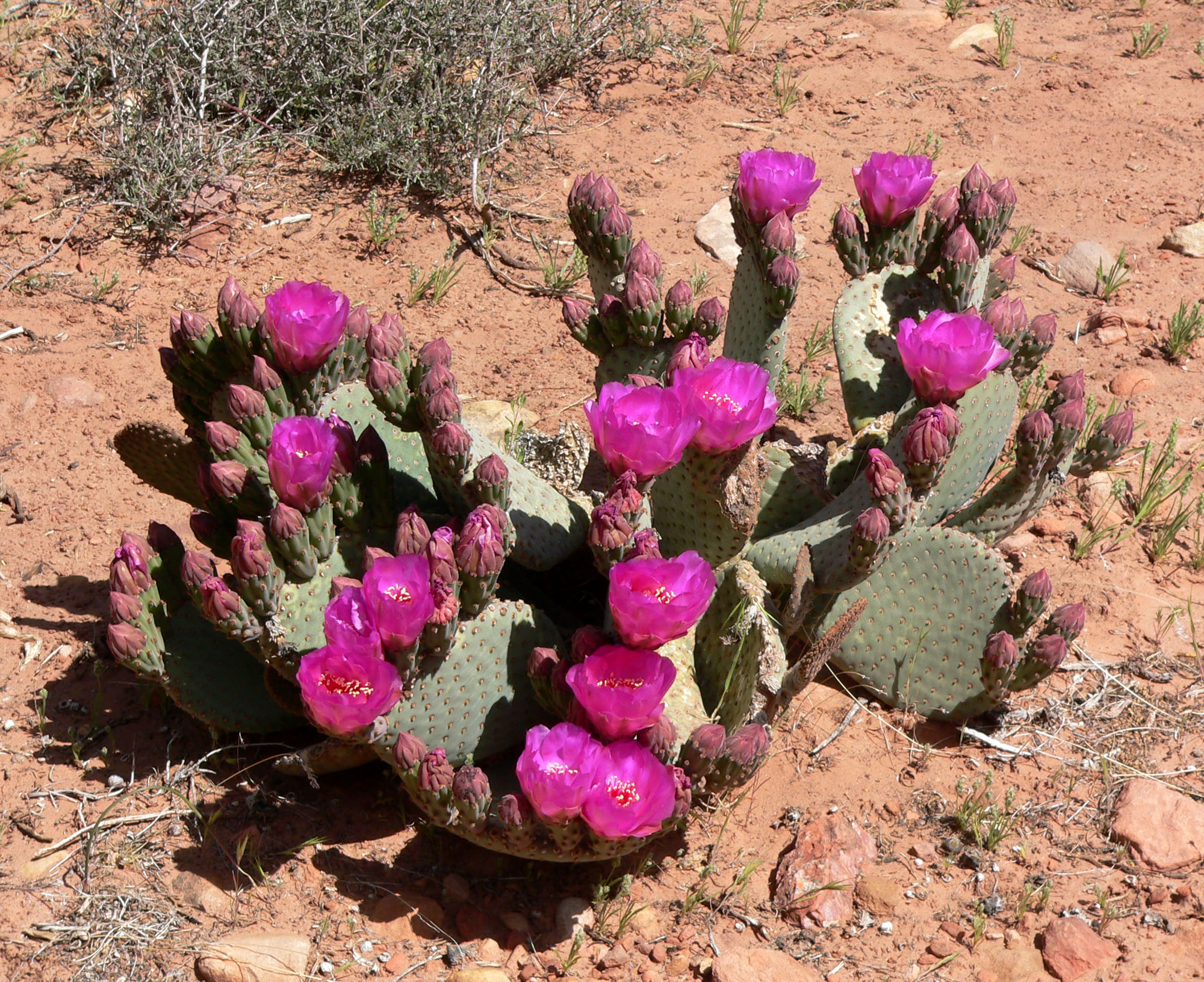
Opuntia basilaris

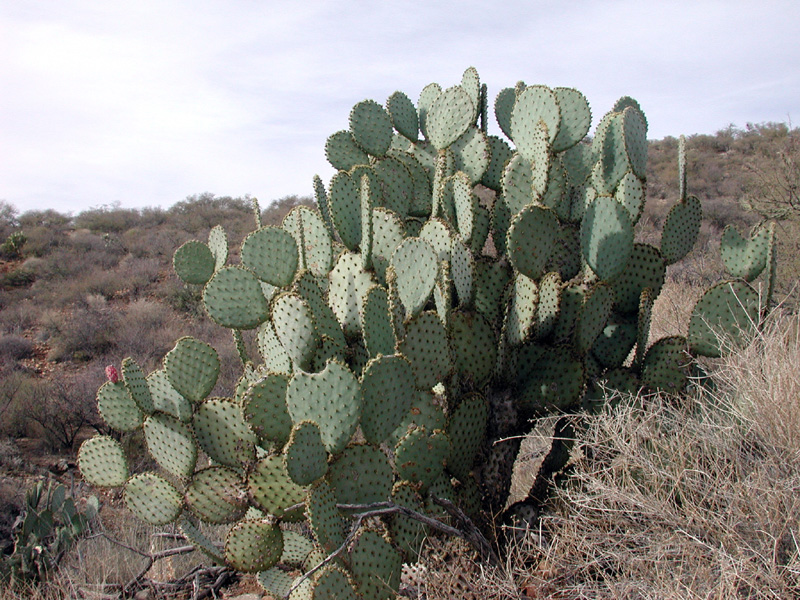
Opuntia chlorotica

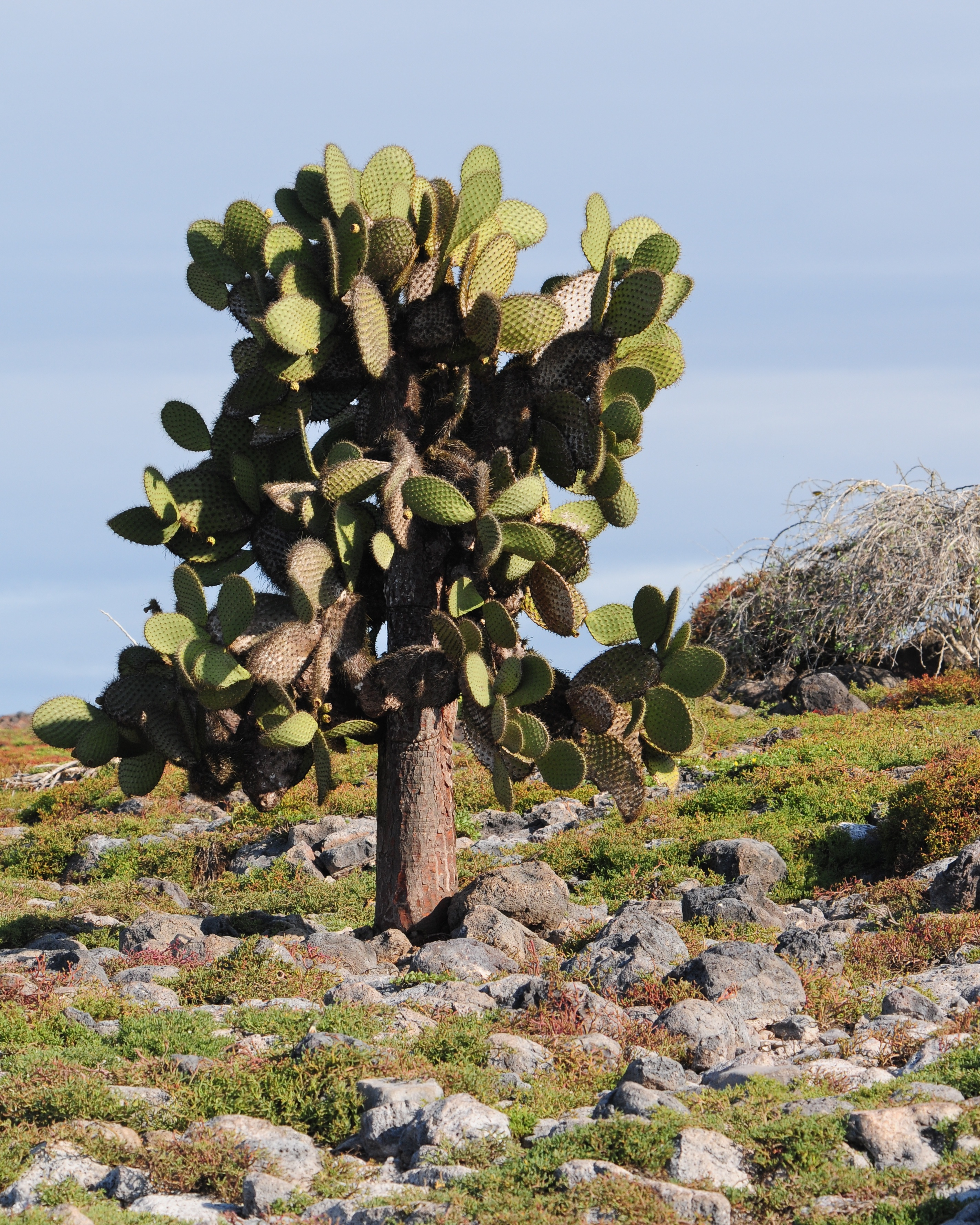
Opuntia echios var. echios

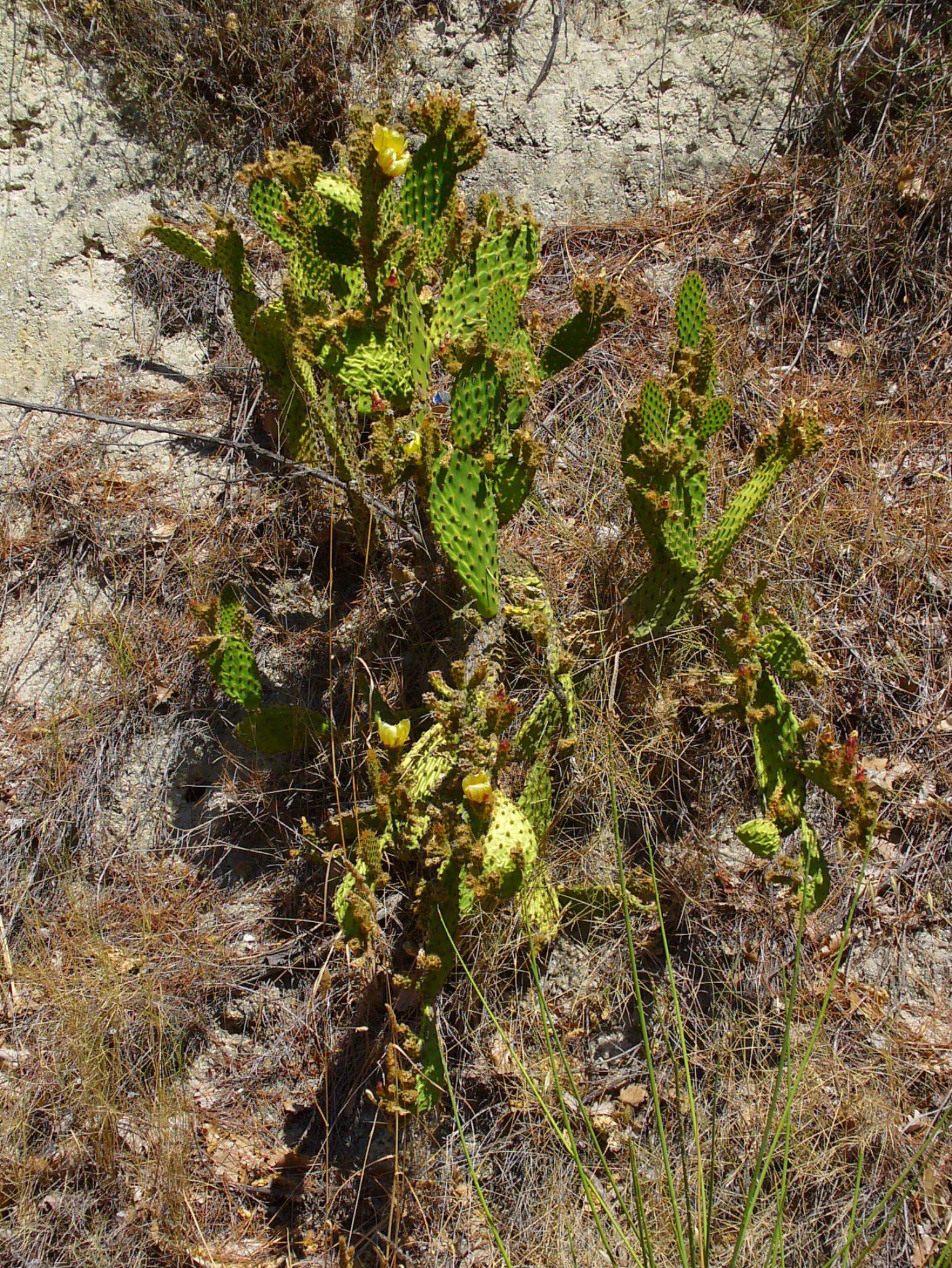
Opuntia ficus-indica

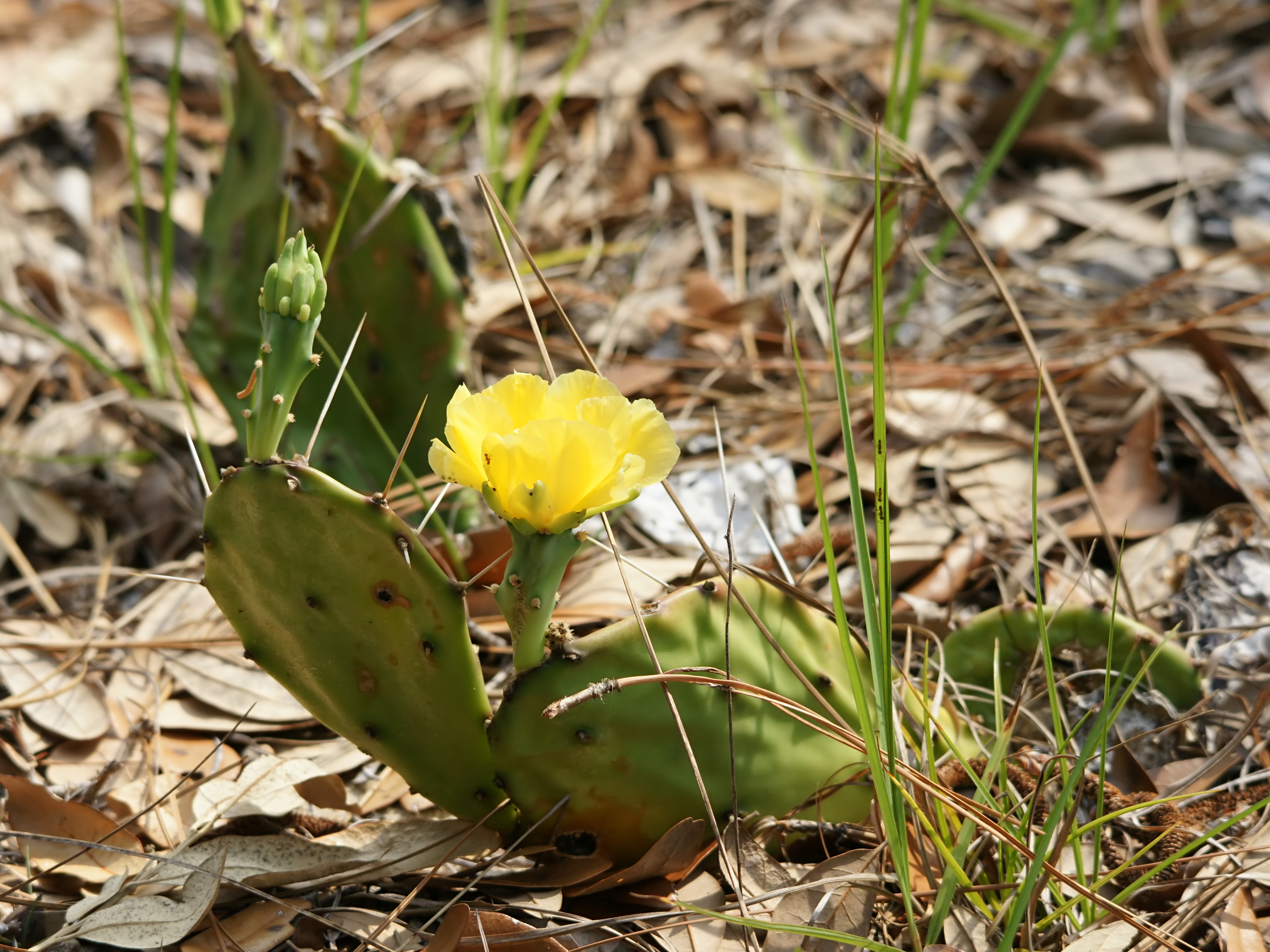
Opuntia humifusa

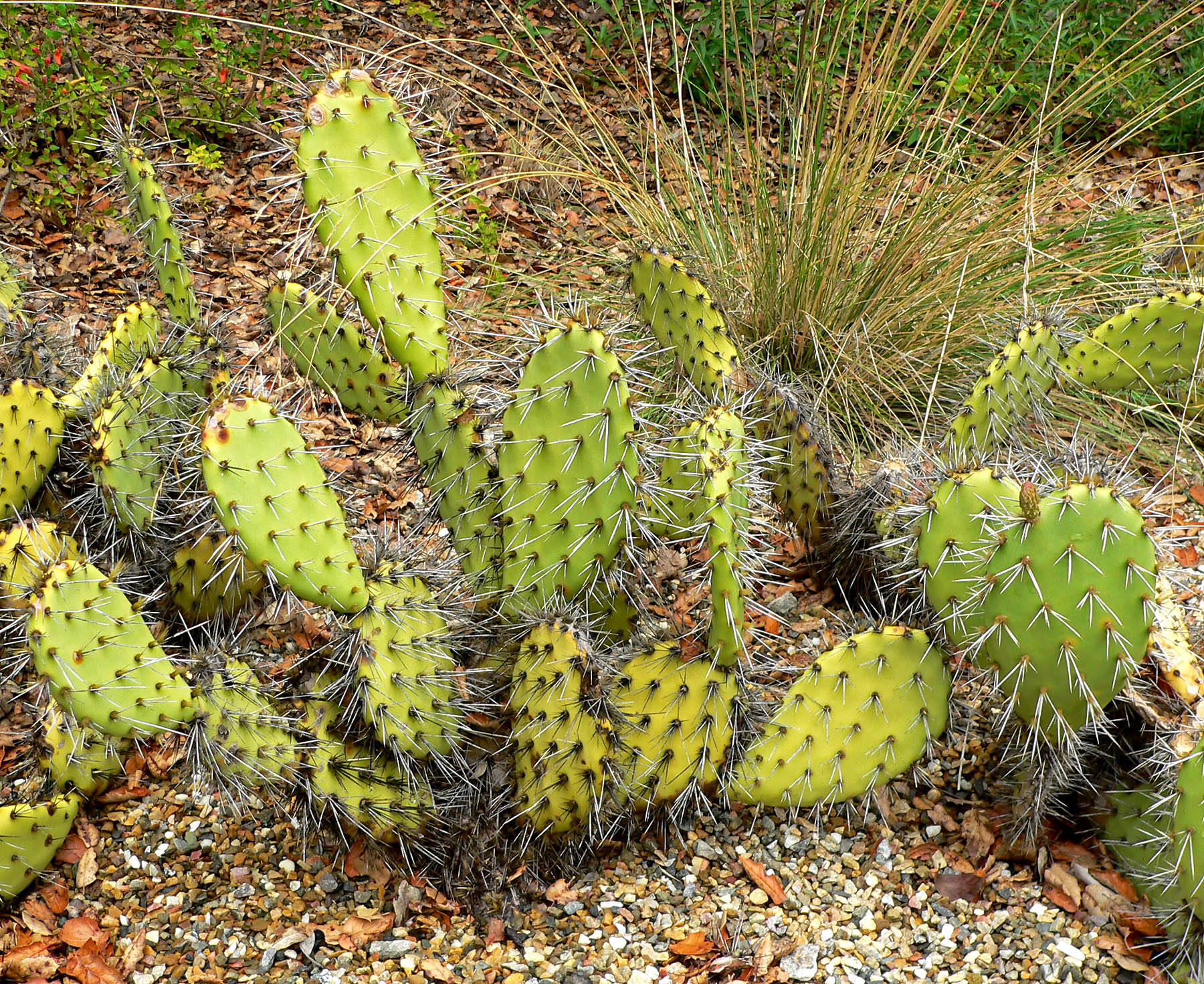
Opuntia littoralis var. littoralis

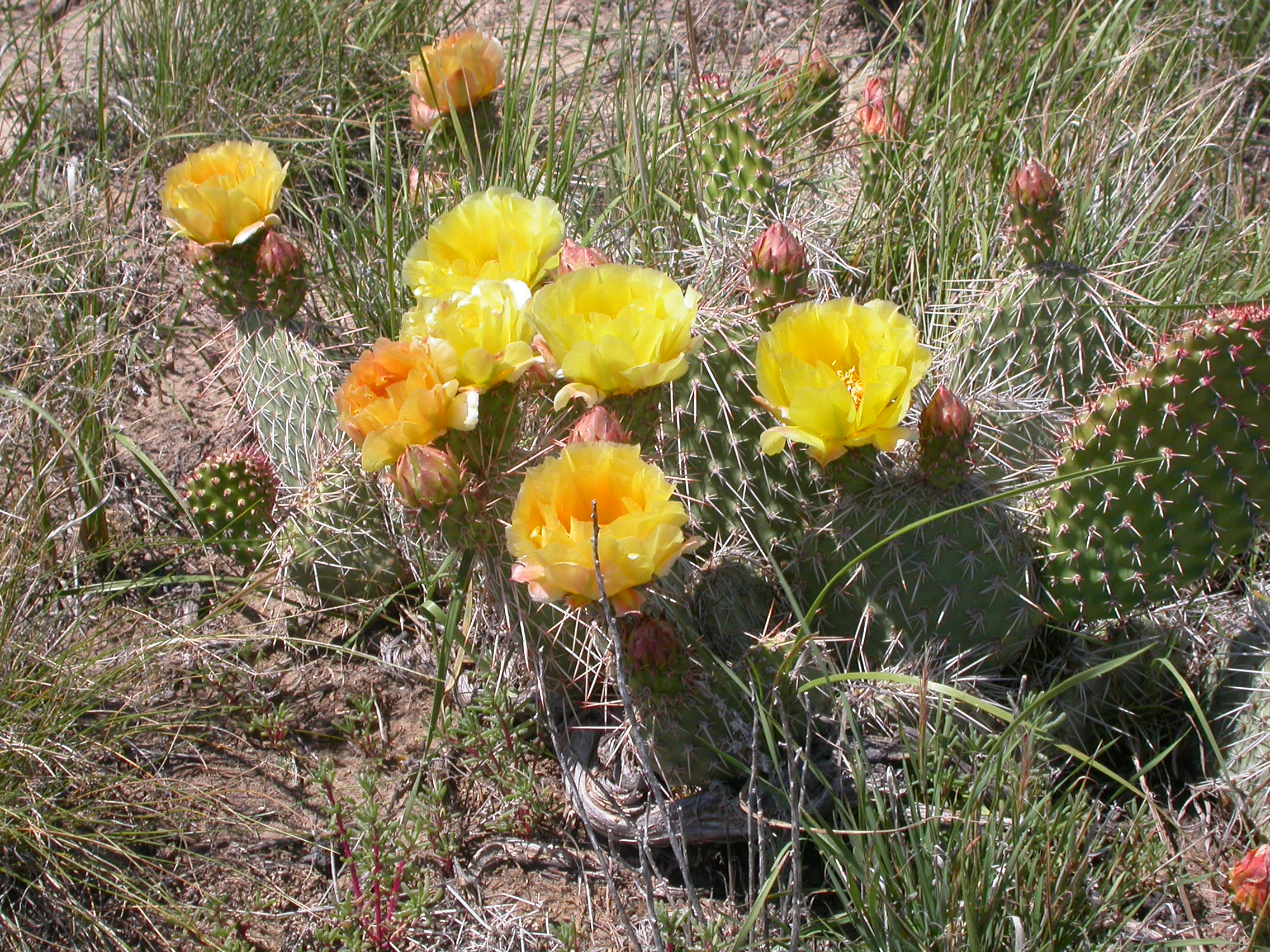
Opuntia polyacantha

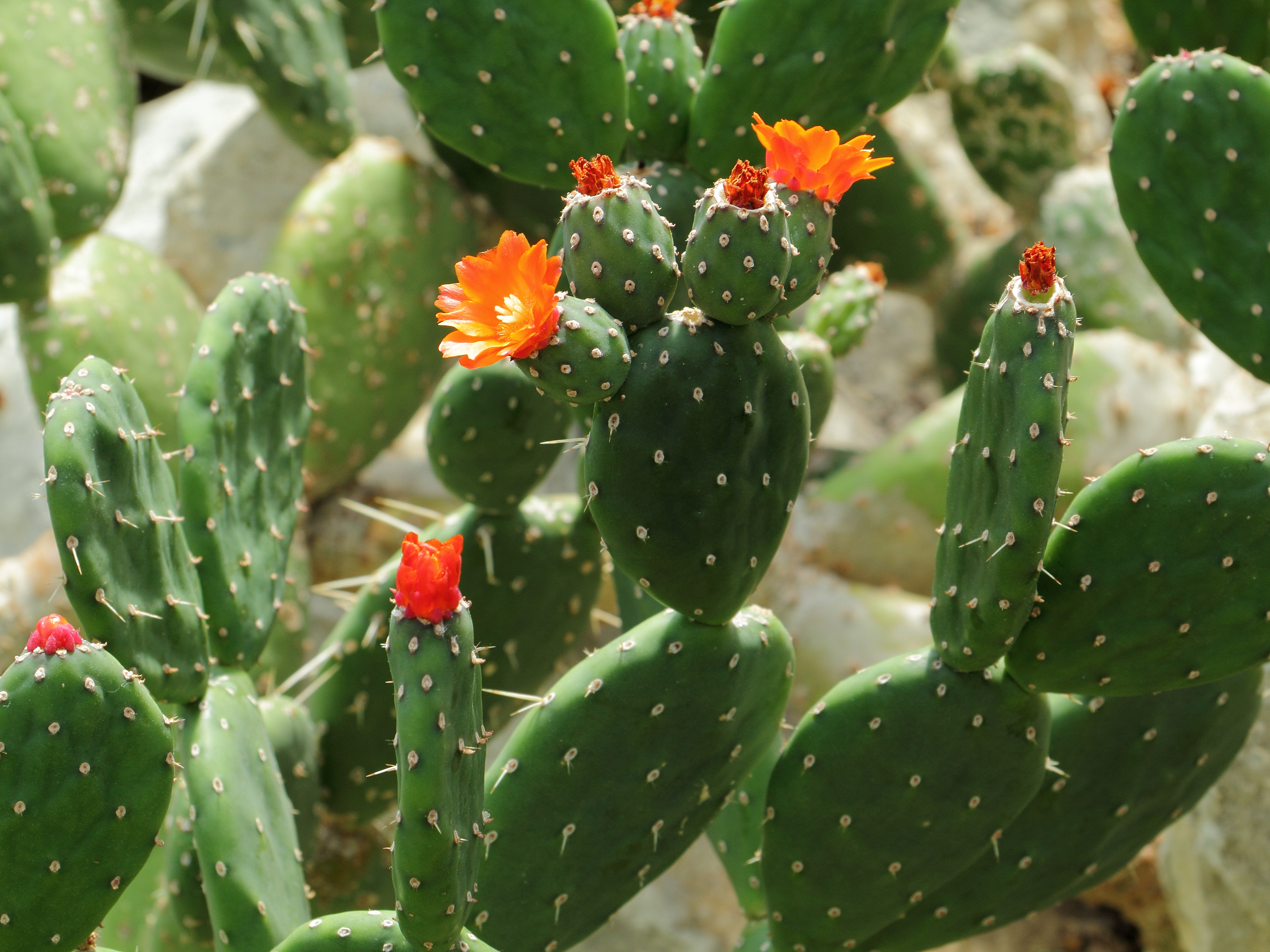
Opuntia quitensis

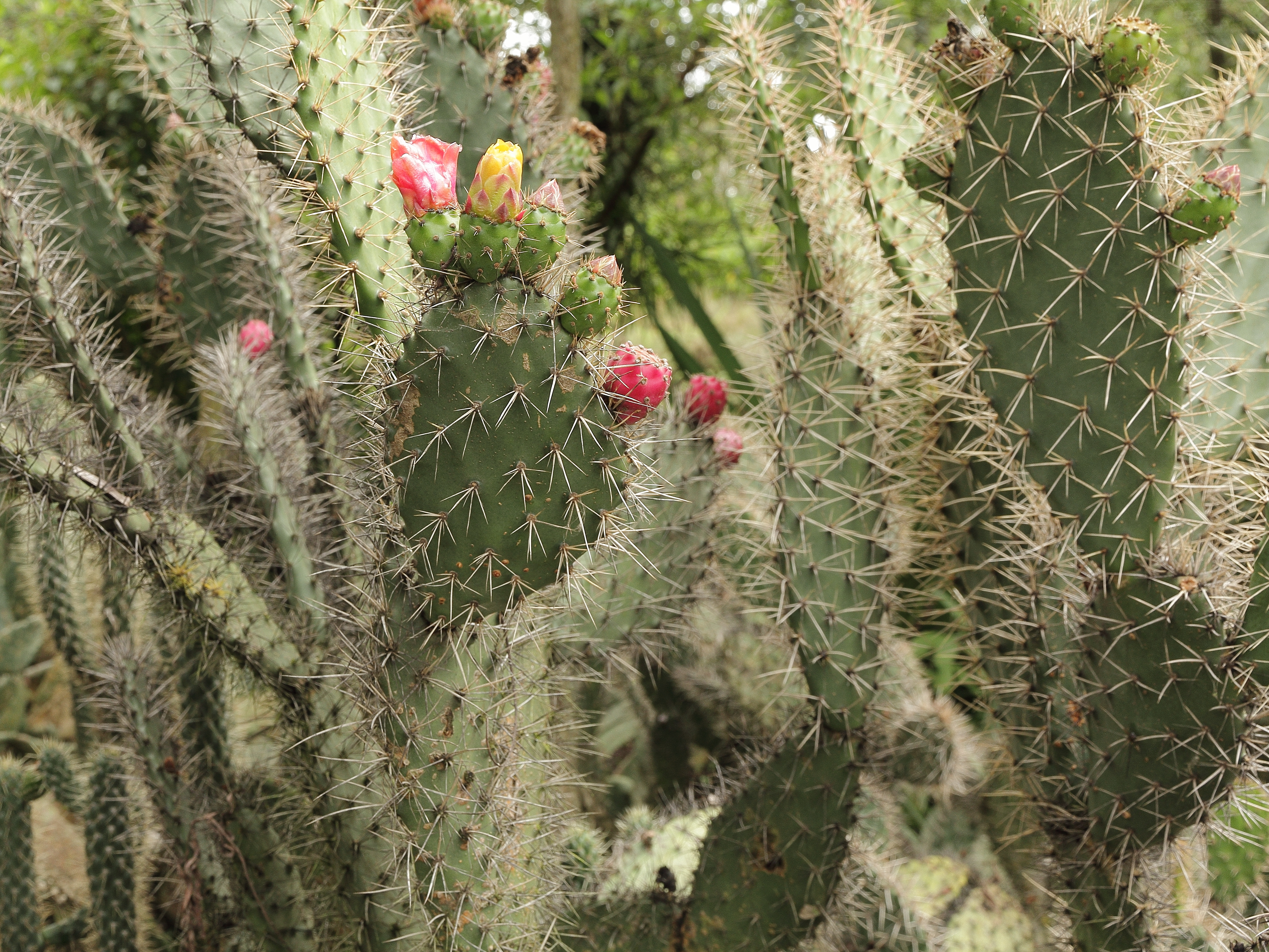
Opuntia soederstromiana

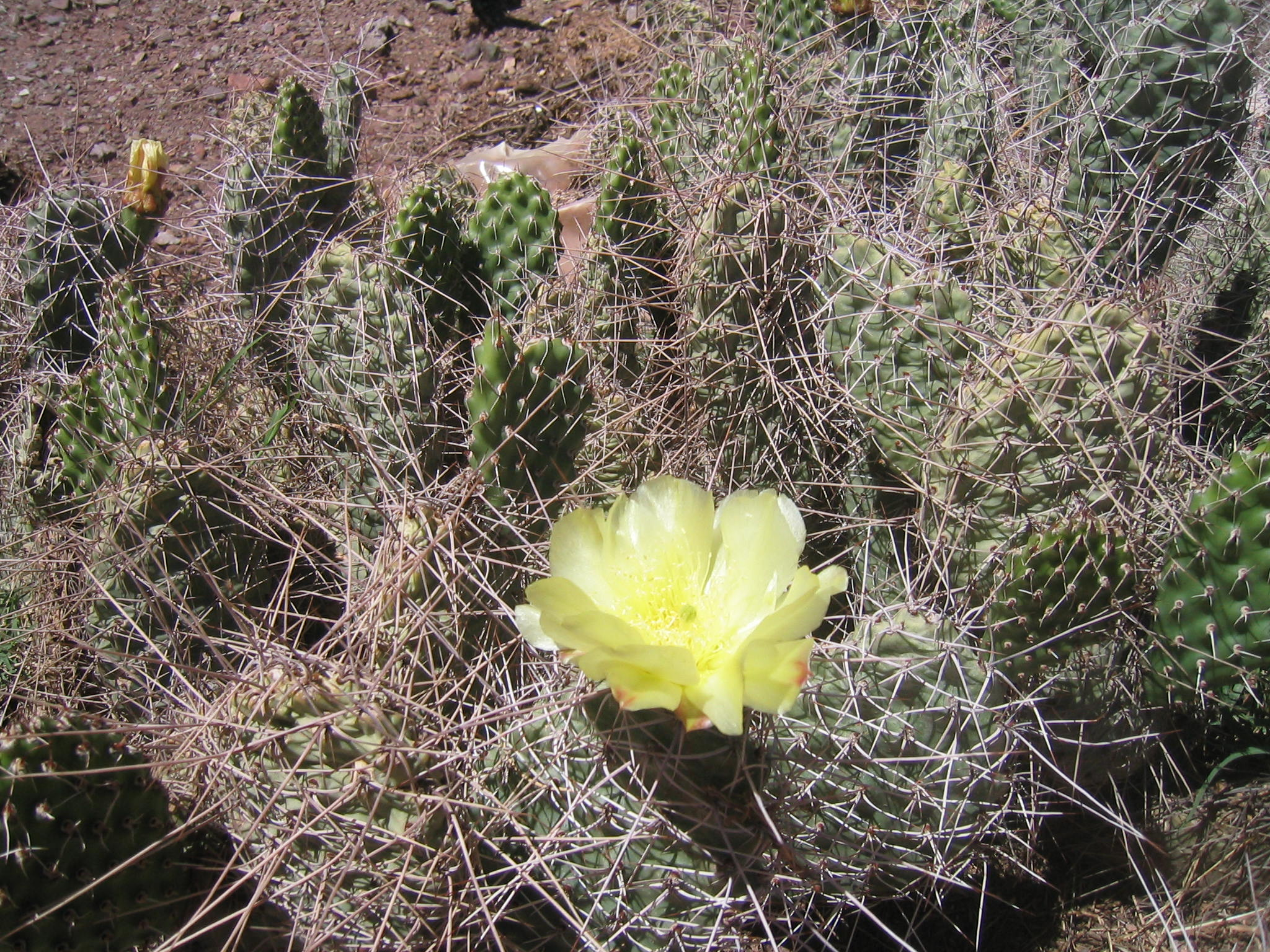
Opuntia sulphurea

- Opuntia aciculata
- Opuntia anacantha
- Opuntia arenaria
- Opuntia articulata
- Opuntia atrispina
- Opuntia auberi
- Opuntia aurantiaca
- Opuntia aurea
- Opuntia basilaris
- Opuntia boldinghii
- Opuntia chaffeyi
- Opuntia chlorotica
- Opuntia clavata
- Opuntia cochenillifera
- Opuntia comonduensis
- Opuntia curvospina
- Opuntia decumana
- Opuntia decumbens
- Opuntia dejecta
- Opuntia diploursina
- Opuntia echios
- Opuntia elata
- Opuntia elatior
- Opuntia engelmannii
- Opuntia erinacea
- Opuntia exaltata
- Opuntia excelsa
- Opuntia ficus-barbarica
- Opuntia ficus-indica
- Opuntia fragilis
- Opuntia galapageia
- Opuntia gosseliniana
- Opuntia helleri
- Opuntia hickenii
- Opuntia humifusa
- Opuntia hyptiacantha
- Opuntia inamoema
- Opuntia insularis
- Opuntia invicta
- Opuntia jamaicensis
- Opuntia laevis
- Opuntia lasiacantha
- Opuntia leucotricha
- Opuntia lindheimeri
- Opuntia littoralis
- Opuntia longispina
- Opuntia macrocentra
- Opuntia macrorhiza
- Opuntia matudae
- Opuntia maldonandensis
- Opuntia maxima
- Opuntia megacantha
- Opuntia megarrhiza
- Opuntia microdasys
- Opuntia monacantha
- Opuntia nichollii
- Opuntia oricola
- Opuntia ovata
- Opuntia paraguayensis
- Opuntia phaeacantha
- Opuntia picardoi
- Opuntia pinkavae
- Opuntia polyacantha
- Opuntia pubescens
- Opuntia pusilla
- Opuntia quitensis
- Opuntia rastrera
- Opuntia repens
- Opuntia retrosa
- Opuntia robusta
- Opuntia rufida
- Opuntia schumannii
- Opuntia soehrensii
- Opuntia stenopetala
- Opuntia streptacantha
- Opuntia stricta
- Opuntia subulata
- Opuntia sulphurea
- Opuntia taylori
- Opuntia tehuantepecana
- Opuntia tomentosa
- Opuntia triacantha
- Opuntia trichophora
- Opuntia tuna
- Opuntia velutina
- Opuntia violacea